# Scopula unisignata
Scopula unisignata là một loài bướm đêm trong họ Geometridae.